# Gran Canaria (vino)
Gran Canaria es una denominación de origen para los vinos producidos de la isla de Gran Canaria, en Canarias (España). Establecida en el año 2006 y con sede en Santa Brígida.

## Historia
El cultivo de la vid en Gran Canaria se remonta a finales del siglo XV, momento en que llegan las primeras cepas procedentes de Creta. En el siglo XVI, los caldos canarios, por su calidad y prosperidad, comienzan a exportarse hacia Inglaterra, Flandes, Hamburgo y el Nuevo Mundo. Hacia la mitad del siglo, el vino en Gran Canaria juega un papel fundamental en la economía agrícola isleña, pasando a convertirse en el producto principal de exportación ante la caída del cultivo de caña de azúcar. Sin embargo, esta situación privilegiada pronto se vio perjudicada debido a la coyuntura internacional: esto es, la guerra de sucesión a la Corona española. Los ingleses dieron preferencia a los vinos portugueses, minando así definitivamente la producción y el comercio de los vinos canarios prácticamente hasta hoy en día.
La actual denominación de origen Gran Canaria se consiguió en enero de 2006, tras la unificación de las dos denominaciones de origen existentes en la isla con anterioridad; D.O. Monte Lentiscal, que abarcaba la zona vinícola de Tafira-Monte Lentiscal y D.O. Gran Canaria, que amparaba vinos originarios del resto de la isla, obtenidas en noviembre de 1999 y mayo de 2000 respectivamente. La indicación Monte Lentiscal puede aparecer en las etiquetas.

## Uvas
La elaboración de los vinos protegidos se realiza con uvas autóctonas que, como sucede en el resto del archipiélago, tienen la característica de proceder de viñas de pie franco. Los diferentes microclimas de la isla confieren características diferenciadas a las uvas, en ocasiones, la misma variedad, en función de que esté cultivada en zona de costa o de cumbre, produce vinos completamente diferentes. Las variedades  son las siguientes:

### Blancas
- Albillo, variedad preferente
- Bermejuela, variedad preferente
- Gual, variedad preferente
- Malvasía, variedad preferente
- Moscatel de Alejandría, variedad preferente
- Vijariego, variedad preferente
- Breval
- Burrablanca
- Listán blanco
- Pedro Ximénez
- Torrontés

### Tintas
- Listán negro
- Negramoll,
- Tintilla,
- Malvasía rosada
- Moscatel negra